# Drones World Tour
Albums de Muse
Live at Rome Olympic Stadium
(2013)
Drones World Tour est le cinquième enregistrement public du groupe de rock britannique Muse (après Hullabaloo en 2002, Absolution Tour en 2005, HAARP en 2008 et Live at Rome Olympic Stadium en 2013). L'enregistrement a été réalisé en 2016 lors de plusieurs dates de la Tournée Drones Tour  (2015-2017) à savoir Amsterdam (au Ziggo Dome), Berlin (à la Mercedes-Benz Arena) et Milan (au Mediolanum Forum). Le film est projeté pour une unique séance dans de nombreuses salles à travers le monde le 12 juillet 2018.

## À propos de l'album
Filmé et enregistré durant plusieurs dates, le show inclut des effets spéciaux jamais vu auparavant, et même, en introduction, un moment exclusif avec le groupe. Matt, Dom et Chris parlent à tour de rôle du but de ces effets visuels, de la thématique de leur album Drones, des réactions des fans, etc. Pendant qu'ils parlent, nous pouvons voir quelques images du Drones World Tour et entendre le début de Aftermath.
Les trois villes où a été tourné sont Berlin (le 3 juin 2016 à la Mercedes-Benz Arena), Amsterdam (le 9 mars 2016) et à Milan, durant deux des 6 dates au Medialonum Forum (les 17 et 18 mai 2016).
Le premier trailer du live sort le 10 mai 2018. Le 9 juillet, la première chanson du concert Psycho est postée sur leur chaîne YouTube en format 4K. 
Sur leur compte Instagram, la veille de la diffusion mondiale (excepté en Italie, le concert y était diffusé le 13 juillet), Muse annonce avec un air de suspens de "ne pas quitter la salle avant la fin du générique...". Il y avait comme surprise l'annonce de leur prochain single Something Human (le 19 juillet), avec un extrait de trente secondes du début du clip, avec la date de sortie.
Matthew Bellamy, chanteur et multi-instrumentiste du groupe, a déclaré ne pas vouloir réaliser une sortie DVD pour cet album live, étant donné qu'il considère "obsolète" l'utilisation de ce support. Il déclarait vouloir le sortir en version numérique et en streaming à la place, il n'y a cependant pas de nouvelles à ce sujet. Cependant, à l'annonce d'un autre concert qui sera diffusé en cinéma en 2020 (cette fois-ci pour le Simulation Theory World Tour), on demande encore au chanteur la sortie au format DVD du Drones World Tour. Il y répond qu'il se pourrait que le groupe réalise des DVD à la demande du concert, mais qu'il n'y aurait pas de sortie générale puisque la tournée est désormais obsolète à son tour. Il n'y a pas de nouvelles à ce sujet. Finalement, à l'occasion du nouvel an 2020, le concert est diffusé à la télévision sur la chaîne Allemande 3sat, et est disponible jusqu'au 14 février au format de streaming sur la page web de la chaîne, mais uniquement en Allemagne, en Suisse, et en Autriche.

## Le live

### Liste des pistes
Des titres comme Plug In Baby (après Reapers la plupart du temps), Stockholm Syndrome, Map Of The Problematique, Apocalypse Please, Citizen Erased, Bliss, Defector, Supremacy, Isolated System ou Munich Jam ont été retirés de la setlist finale. On pourra repérer des cuts dans le live par exemple après Reapers, où Matthew prend sa Manson Mirror, guitare utilisée pour jouer Plug In Baby, avant que Interlude commence.
1. Drones
2. Psycho
3. Reapers
4. Interlude
5. Hysteria
6. Dead Inside
7. The Handler
8. Supermassive Black Hole
9. Prelude
10. Starlight
11. Madness
12. Time Is Running Out
13. Uprising
14. The Globalist
15. Drones (Reprise)
16. Take A Bow
17. Mercy
18. Knights Of Cydonia (précédée de l'intro "Man With A Harmonica")

## Musiciens
- Matthew Bellamy - chant, guitare, piano
- Chris Wolstenholme - basse, chant, chœurs
- Dominic Howard - batterie, chœurs
- Morgan Nicholls - claviers, guitare, chœurs (membre de tournée)